# Futbolista del año en los Países Bajos
El título de Futbolista del año en los Países Bajos (Voetballer van het Jaar) es un premio que se viene otorgando en los Países Bajos desde 1984. El premio determina quién ha sido el mejor jugador en la liga anterior y es votado por los futbolistas profesionales de la primera y la segunda división (Eredivisie y Eerste Divisie). 
Desde 1997 es un premio anual que se otorga al final de la temporada de liga. En 2006 se unió al premio llamado Zapato de Oro (Gouden Schoen) que era patrocinado desde 1982 por el periódico diario De Telegraaf y por la revista futbolística Voetbal International y que era un premio concedido al final de cada año.
El título al Talento neerlandés del Año (Nederlands Voetbal Talent van het Jaar) es un premio creado en 1984 para determinar el mejor futbolista menor de 21 años. En el año 2003 el premio se renombra al actual, Johan Cruijff Prijs.

## Bota de Oro
| Año     | Jugador             | Club           |
| ------- | ------------------- | -------------- |
| 1982    | Martin Haar         | HFC Haarlem    |
| 1983    | Piet Schrijvers     | Ajax Ámsterdam |
| 1984    | Johan Cruyff        | Feyenoord      |
| 1985    | Frank Rijkaard      | Ajax Ámsterdam |
| 1986    | Ruud Gullit         | PSV Eindhoven  |
| 1987    | Frank Rijkaard      | Ajax Ámsterdam |
| 1988    | Gerald Vanenburg    | PSV Eindhoven  |
| 1989    | Gerald Vanenburg    | PSV Eindhoven  |
| 1990    | Edward Sturing      | Vitesse Arnhem |
| 1991    | Henny Meijer        | FC Groningen   |
| 1992    | John Metgod         | Feyenoord      |
| 1993    | Marc Overmars       | Ajax Ámsterdam |
| 1994    | Ed de Goey          | Feyenoord      |
| 1995    | Danny Blind         | Ajax Ámsterdam |
| 1996    | Danny Blind         | Ajax Ámsterdam |
| 1997    | Jaap Stam           | PSV Eindhoven  |
| 1998    | Edwin van der Sar   | Ajax Ámsterdam |
| 1999    | Michael Mols        | FC Utrecht     |
| 2000    | Jerzy Dudek         | Feyenoord      |
| 2001    | Johann Vogel        | PSV Eindhoven  |
| 2002    | Cristian Chivu      | Ajax Ámsterdam |
| 2003    | Dirk Kuyt           | FC Utrecht     |
| 2004    | Maxwell             | Ajax Ámsterdam |
| 2005    | Mark van Bommel     | PSV Eindhoven  |
| 2005-06 | Dirk Kuyt           | Feyenoord      |
| 2006-07 | Afonso Alves        | SC Heerenveen  |
| 2007-08 | John Heitinga       | Ajax Ámsterdam |
| 2008-09 | Mounir El Hamdaoui  | AZ Alkmaar     |
| 2009-10 | Luis Suárez         | Ajax Ámsterdam |
| 2010-11 | Theo Janssen        | FC Twente      |
| 2011-12 | Jan Vertonghen      | Ajax Ámsterdam |
| 2012-13 | Wilfried Bony       | Vitesse Arnhem |
| 2013-14 | Daley Blind         | Ajax Ámsterdam |
| 2014-15 | Georginio Wijnaldum | PSV Eindhoven  |
| 2015-16 | Davy Klaassen       | Ajax Ámsterdam |
| 2016-17 | Karim El Ahmadi     | Feyenoord      |
| 2017-18 | Hakim Ziyech        | Ajax Ámsterdam |
| 2018-19 | Matthijs de Ligt    | Ajax Ámsterdam |
| 2020-21 | Dušan Tadić         | Ajax Ámsterdam |
| 2021-22 | Cody Gakpo          | PSV Eindhoven  |
| 2022-23 | Orkun Kökçü         | Feyenoord      |
| 2023-24 | Luuk de Jong        | PSV Eindhoven  |

## Futbolista del año
| Año     | Jugador              | Club                  |
| ------- | -------------------- | --------------------- |
| 1984    | Ruud Gullit          | Feyenoord de Róterdam |
| 1985    | Marco van Basten     | Ajax Ámsterdam        |
| 1986    | Ruud Gullit          | PSV Eindhoven         |
| 1987    | Ronald Koeman        | PSV Eindhoven         |
| 1988    | Ronald Koeman        | PSV Eindhoven         |
| 1989    | Romário              | PSV Eindhoven         |
| 1990    | Jan Wouters          | Ajax Ámsterdam        |
| 1991    | Dennis Bergkamp      | Ajax Ámsterdam        |
| 1992    | Dennis Bergkamp      | Ajax Ámsterdam        |
| 1993    | Jari Litmanen        | Ajax Ámsterdam        |
| 1994    | Ronald de Boer       | Ajax Ámsterdam        |
| 1995    | Luc Nilis            | PSV Eindhoven         |
| 1996    | Ronald de Boer       | Ajax Ámsterdam        |
| 1997    | Jaap Stam            | PSV Eindhoven         |
| 1998-99 | Ruud van Nistelrooy  | PSV Eindhoven         |
| 1999-00 | Ruud van Nistelrooy  | PSV Eindhoven         |
| 2000-01 | Mark van Bommel      | PSV Eindhoven         |
| 2001-02 | Pierre van Hooijdonk | Feyenoord de Róterdam |
| 2002-03 | Mateja Kežman        | PSV Eindhoven         |
| 2003-04 | Maxwell              | Ajax Ámsterdam        |
| 2004-05 | Mark van Bommel      | PSV Eindhoven         |

## Talento del año
| 1984                | Mario Been           | Feyenoord de Róterdam |
| 1985                | Frans van Rooy       | PSV Eindhoven         |
| 1986                | Aron Winter          | Ajax Ámsterdam        |
| 1987                | Bryan Roy            | Ajax Ámsterdam        |
| 1988                | Pieter Huistra       | FC Twente             |
| 1989                | Richard Witschge     | Ajax Ámsterdam        |
| 1990                | Dennis Bergkamp      | Ajax Ámsterdam        |
| 1991                | Gaston Taument       | Feyenoord de Róterdam |
| 1992                | Marc Overmars        | Ajax Ámsterdam        |
| 1993                | Clarence Seedorf     | Ajax Ámsterdam        |
| 1994                | Clarence Seedorf     | Ajax Ámsterdam        |
| 1995                | Patrick Kluivert     | Ajax Ámsterdam        |
| 1996                | Jon Dahl Tomasson    | SC Heerenveen         |
| 1997                | Boudewijn Zenden     | PSV Eindhoven         |
| 1998-99             | Mark van Bommel      | Fortuna Sittard       |
| 1999-00             | Arnold Bruggink      | PSV Eindhoven         |
| 2000-01             | Rafael van der Vaart | Ajax Ámsterdam        |
| 2001-02             | Robin van Persie     | Feyenoord de Róterdam |
| 2002-03             | Arjen Robben         | PSV Eindhoven         |
| 2003-04             | John Heitinga        | Ajax Ámsterdam        |
| Johan Cruijff Prijs |                      |                       |
| 2002-03             | Arjen Robben         | PSV Eindhoven         |
| 2003-04             | Wesley Sneijder      | Ajax Ámsterdam        |
| 2004-05             | Salomon Kalou        | Feyenoord de Róterdam |
| 2005-06             | Klaas-Jan Huntelaar  | Ajax Ámsterdam        |
| 2006-07             | Ibrahim Afellay      | PSV Eindhoven         |
| 2007-08             | Miralem Sulejmani    | SC Heerenveen         |
| 2008-09             | Eljero Elia          | FC Twente             |
| 2009-10             | Gregory van der Wiel | Ajax Ámsterdam        |
| 2010-11             | Christian Eriksen    | Ajax Ámsterdam        |
| 2011-12             | Adam Maher           | AZ Alkmaar            |
| 2012-13             | Marco van Ginkel     | Vitesse Arnhem        |
| 2013-14             | Davy Klaassen        | Ajax Ámsterdam        |
| 2014-15             | Memphis Depay        | PSV Eindhoven         |
| 2015-16             | Vincent Janssen      | AZ Alkmaar            |
| 2016-17             | Kasper Dolberg       | Ajax Ámsterdam        |
| 2017-18             | Matthijs de Ligt     | Ajax Ámsterdam        |
| 2018-19             | Frenkie de Jong      | Ajax Ámsterdam        |
| 2020-21             | Ryan Gravenberch     | Ajax Ámsterdam        |

## Portero del año
| Año     | Jugador            | Club                  |
| ------- | ------------------ | --------------------- |
| 1987    | Hans van Breukelen | PSV Eindhoven         |
| 1988    | Hans van Breukelen | PSV Eindhoven         |
| 1989    | Ruud Hesp          | Fortuna Sittard       |
| 1990    | Stanley Menzo      | Ajax Ámsterdam        |
| 1991    | Hans van Breukelen | PSV Eindhoven         |
| 1992    | Hans van Breukelen | PSV Eindhoven         |
| 1993    | Ed de Goey         | Feyenoord de Róterdam |
| 1994    | Edwin van der Sar  | Ajax Ámsterdam        |
| 1995    | Edwin van der Sar  | Ajax Ámsterdam        |
| 1996    | Edwin van der Sar  | Ajax Ámsterdam        |
| 1997    | Edwin van der Sar  | Ajax Ámsterdam        |
| 1998-99 | Jerzy Dudek        | Feyenoord de Róterdam |
| 1999-00 | Jerzy Dudek        | Feyenoord de Róterdam |
| 2000-01 | Ronald Waterreus   | PSV Eindhoven         |
| 2001-02 | Edwin Zoetebier    | Feyenoord de Róterdam |
| 2002-03 | Dennis Gentenaar   | NEC Nijmegen          |
| 2003-04 | Gábor Babos        | NAC Breda             |